# Ричленд (приход)
Ри́членд (англ. Richland Parish, фр. Paroisse de Richland) — приход штата Луизиана, США. Официально образован в 1868 году. По состоянию на 2010 год, численность населения составляла 20 725 человек.

## География
По данным Бюро переписи США, общая площадь прихода равняется 1 463,351 км2, из которых 1 447,811 км2 — суша, и 14,245 км2, или 1,000 % — это водоёмы.

## Население
По данным переписи населения 2000 года на территории прихода проживает 20 981 житель в составе 7 490 домашних хозяйств и 5 482 семьи. Плотность населения составляет 15,00 человек на км2. На территории прихода насчитывается 8 335 жилых строений, при плотности застройки около 6,00-ти строений на км2. Расовый состав населения: белые — 60,96 %, афроамериканцы — 38,01 %, коренные американцы (индейцы) — 0,13 %, азиаты — 0,18 %, гавайцы — 0,00 %, представители других рас — 0,20 %, представители двух или более рас — 0,52 %. Испаноязычные составляли 1,08 % населения независимо от расы.
В составе 34,30 % из общего числа домашних хозяйств проживают дети в возрасте до 18 лет, 50,20 % домашних хозяйств представляют собой супружеские пары, проживающие вместе, 18,80 % домашних хозяйств представляют собой одиноких женщин без супруга, 26,80 % домашних хозяйств не имеют отношения к семьям, 24,00 % домашних хозяйств состоят из одного человека, 12,40 % домашних хозяйств состоят из престарелых (65 лет и старше), проживающих в одиночестве. Средний размер домашнего хозяйства составляет 2,65 человека, и средний размер семьи 3,14 человека.
Возрастной состав прихода: 27,30 % моложе 18 лет, 9,90 % от 18 до 24, 26,80 % от 25 до 44, 21,00 % от 45 до 64 и 21,00 % от 65 и старше. Средний возраст жителя прихода 36 лет. На каждые 100 женщин приходится 88,70 мужчин. На каждые 100 женщин старше 18 лет приходится 84,30 мужчин.
Средний доход на домохозяйство прихода составлял 23 668 USD, на семью — 29 075 USD. Среднестатистический заработок мужчины был 28 471 USD против 18 587 USD для женщины. Доход на душу населения составлял 12 479 USD. Около 23,10 % семей и 27,90 % общего населения находились ниже черты бедности, в том числе — 39,50 % молодёжи (тех, кому ещё не исполнилось 18 лет) и 20,90 % тех, кому было уже больше 65 лет.